# ملیلیه ایرلاینز
ملیلیه ایرلاینز (به انگلیسی: Melilla Airlines) یک شرکت هواپیمایی است که در ۲۰۱۳ میلادی تأسیس شده و در ۲۹ آوریل ۲۰۱۳ فعالیتش را آغاز کرده‌است. دفتر مرکزی ملیلیه ایرلاینز در ملیلیه، اسپانیا واقع شده‌است.